# Sergio Andrade
Sergio Andrade, kaldet Serginho, (født 29. januar 2001) er en portugisisk-capeverdisk fodboldspiller, der spiller for Viborg FF. Hans position på banen er angriber, og han kan spille kantposition i både venstre og højre side.
Serginho er uddannet hos Benfica, men fik aldrig førsteholdsdebut for klubben. I 2021 skiftede han til U23-holdet hos GD Estoril. Her fik han sin seniordebut i den bedste portugisiske række og nåede i alt 12 førsteholdskampe for klubben.
I foråret 2023 var han udlejet til Oliveirense i den næstbedste portugisiske række. Serginho blev hentet til Viborg FF i sommeren 2023.